# Фигероа, Хулиан
Хулиан Алонсо Фигероа Рентерия (англ. Julián Alonso Figueroa Rentería; род. 29 января 1993 года, Апартадо, Колумбия) — колумбийский футболист, полузащитник клуба «Хуарес».

## Клубная карьера
Фигероа начал профессиональную карьеру в клубе «Энвигадо». 12 мая 2012 года в матче против «Бояка Чико» он дебютировал в Кубке Мустанга. Летом 2016 года Хулиан перешёл в мексиканский «Хуарес».

## Международная карьера
В 2013 году в составе молодёжной сборной Колумбии Фигероа выиграл молодёжном чемпионате Южной Америки в Аргентине. На турнире он сыграл в матчах против команд Боливии, Эквадора, Уругвая, Перу и Аргентины.

## Достижения
Колумбия (до 20)
- Чемпионат Южной Америки по футболу среди молодёжных команд — 2013